# 北海道道244号遠軽芭露線
北海道道244号遠軽芭露線（ほっかいどうどう244ごう えんがるばろうせん）は、北海道紋別郡遠軽町と同郡湧別町を結ぶ一般道道（北海道道）である。

## 概要

### 路線データ
- 起点：北海道紋別郡遠軽町大通北1丁目（国道242号・北海道道333号遠軽停車場線交点）
- 終点：北海道紋別郡湧別町芭露（国道238号・北海道道491号芭露停車場線交点）
- 路線延長：21.9 km（総延長）

## 歴史
- 1957年（昭和32年）3月30日 - 147号として路線認定[1]。
- 1994年（平成6年）10月1日 - 路線番号を244号に変更[2]。

## 路線状況

### 道路施設
主な橋梁
- いわね大橋（湧別川）＝遠軽町二条通北1丁目 - 遠軽町東町1丁目
- 対遠橋（生田原川（湧別川の支流））＝遠軽町東町1丁目 - 遠軽町向遠軽

### 主な峠
- 芭露峠＝遠軽町弥生 - 湧別町西芭露

## 地理

### 通過する自治体
- オホーツク総合振興局
  - 紋別郡
    - 遠軽町
    - 湧別町

### 交差する道路
遠軽町
- 国道242号 - 大通北1丁目（起点）
- 北海道道333号遠軽停車場線 - 大通北1丁目（起点）

湧別町
- 国道238号 - 芭露（終点）
- 北海道道491号芭露停車場線 - 芭露（終点）

### 沿線にある施設など
遠軽町
- 遠軽自動車学校 - 2条通南1丁目
- 遠軽スポーツ公園 - 東町1丁目6
  - えんがる球場
  - 遠軽町武道館
- 陸上自衛隊遠軽駐屯地 - 向遠軽

湧別町
- 上芭露郵便局 - 上芭露
- 湧別町立芭露小学校 - 芭露
- 湧別町立湖陵中学校 - 芭露